# Tel Beer Sheva
Tel Beer Sheva est un site archéologique d'Israël situé dans le nord du Néguev à l'est de la ville de Beer-Sheva.
Bien que le site ait été occupé dès la fin du néolithique (dès le IVe millénaire av. J.-C.) et au chalcolithique, il était inoccupé à l'âge du Bronze. Il est à nouveau occupé au début de l'âge du Fer (XIe siècle av. J.-C.). Cette période d'occupation prend fin avec l'invasion égyptienne de -925 due à la campagne de Sheshonq Ier, qui souhaite reprendre le contrôle de la Palestine. Le tell est ensuite réoccupé jusqu'au VIe siècle av. J.-C.[Par qui ?]